# Linger Awhile
Linger Awhile è il secondo album in studio della cantante jazz americana Samara Joy, pubblicato il 16 settembre 2022 tramite Verve Records. È stato prodotto da Matt Pierson. L'album ha vinto il Grammy Award per il miglior album vocale jazz ed è stato responsabile della vittoria di Joy anche come miglior artista esordiente alla 65esima edizione dei Grammy Awards.
Dopo le vittorie di Joy, l'album raggiunse la posizione 158 nella classifica statunitense Billboard 200 e il numero uno nella classifica Jazz Albums con 8.500 unità (album) venduti

## Accoglienza critica
Peter Moore di Jazzwise ha definito Linger A while un "album incredibilmente bello", sottolineando la traccia "Guess Who I Saw Today" come una delle migliori, e ha sottolineato "l'eccezionale supporto del chitarrista Pasquale Grasso, del pianista Ben Paterson, del bassista David Wong e del batterista Kenny Washington" sulla traccia del titolo. Moore ha anche definito la versione di Joy di Round Midnight una ripresa meravigliosa e ha elogiato il "timbro incredibilmente bello" della sua voce in "Someone to Watch Over Me". Veronica Johnson di JazzTimes ha trovato "molto da ammirare" e una "maturazione musicale" nell'album, scrivendo che si tratta di una "passeggiata nostalgica attraverso standard noti e oscuri" con un "mix di swing e melodie dolci", complimentandosi con "l'atmosfera romantica [la gioia] che infonde nelle canzoni".
Angelo Leonardi di All About Jazz ha elogiato la collaborazione di Joy con il chitarrista Pasquale Grasso, ritenendo che sia "d'ispirazione" e "risalta" in Someone to Watch Over Me, e ha ritenuto che Joy "conferma tutte le cose positive che sono state dette su lei: maturità interpretativa insolita per la sua età, fresca varietà cromatica, estro creativo, [e] sentimento intenso", nominando Linger Athink album della settimana.

## Tracce
1. Can't Get Out of This Mood – 3:42 (Frank Loesser, Jimmy McHugh)
2. Guess Who I Saw Today – 4:09 (Elisse Boyd, Murray Grand)
3. Nostalgia (The Day I Knew) – 3:30 (Fats Navarro, Samara Joy)
4. Sweet Pumpkin (featuring Pasquale Grasso) – 3:54 (Ronnell Bright)
5. Misty – 4:54 (Erroll Garner, Johnny Burke)
6. Social Call – 4:30 (Gigi Gryce, Jon Hendricks)
7. I'm Confessin' (That I Love You)" – 5:04 (Al Neiburg, Doc Daugherty, Ellis Reynolds)
8. Linger Awhile" (featuring Pasquale Grasso) – 1:47 (Harry Owens, Vincent Rose)
9. Round Midnight" – 5:42 (Thelonious Monk, Bernard Hanighen, Cootie Williams)
10. Someone to Watch Over Me" (featuring Pasquale Grasso) – 4:02 (George GershwinIra Gershwin)